# Cristiano (nome)
Cristiano  è un nome proprio di persona italiano maschile.

## Varianti
- Maschili: Cristano[3], Christian[6], Cristian[6]
- Femminili: Cristiana[1][3]

### Varianti in altre lingue
- Basso-tedesco: Karsten[2]
- Bulgaro: Кристиян (Kristijan)[2]
- Catalano: Cristià
- Ceco: Cristián[7]
- Croato: Kristijan[2]
  - Ipocoristici: Krsto[2]
- Danese: Kristian[2][3][4][7], Christian[2][3][4], Kristen[2][7], Christen[2], Kresten[2]
  - Ipocoristici: Krister[2], Christer[2]
- Estone: Kristjan[2]
- Finlandese: Kristian[2][7]
- Francese: Chrétien[5], Christian[2][5]
- Inglese: Christian[2][6][5][7]
  - Ipocoristici: Chris[2], Cris
- Islandese: Kristján[2]
- Latino: Christianus[1][2]
- Lettone: Kristiāns[2]
- Lituano: Kristijonas[2]
- Macedone: Христијан (Hristijan)[2], Кристијан (Kristijan)[2]
- Norvegese: Kristian[2], Christian[2], Kristen[2], Christen[2]
- Olandese: Christiaan[2]
  - Ipocoristici: Chris[2]
- Polacco: Krystian[2], Krystyn[2]
- Portoghese: Cristiano[2]
- Rumeno: Cristian[2]
  - Ipocoristici: Cristi[2]
- Serbo: Кристијан (Kristijan)[2]
- Slovacco: Kristián
- Sloveno: Kristijan[2], Kristjan[2]
- Spagnolo: Cristián[2]
- Svedese: Kristian[2], Christian[2], Kristen[7]
  - Ipocoristici: Krister[2], Christer[2]
- Tedesco: Christian[2], Carsten[2][7], Karsten[7], Kristian[5]
- Ungherese: Krisztián[2][7]

## Origine e diffusione

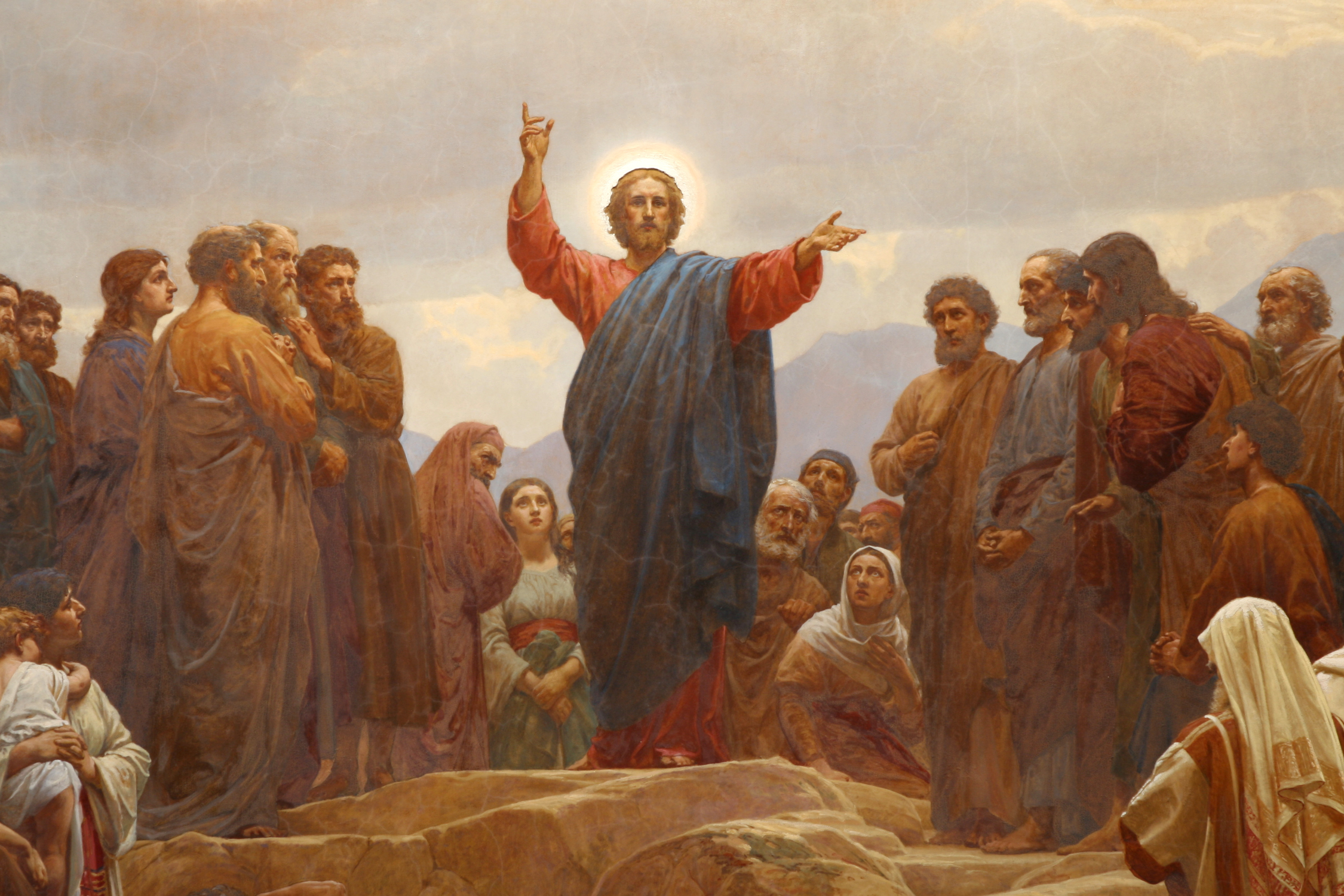
Gesù Cristo circondato dai suoi seguaci durante il discorso della montagna (dalla pala d'altare della chiesa di San Matteo di Copenaghen)

Il nome, originatosi nel latino medievale Christianus, si basa sull'aggettivo omonimo (attestato anche in greco antico come Χριστιανός, Christianos) che significa letteralmente "cristiano", "seguace di Cristo", "appartenente a Cristo". 
In Italia è maggiormente diffuso al Centro-Nord, anche se va detto che, nonostante la presenza di vari santi così chiamati, non è mai stato molto comune nel Bel Paese; dagli anni Settanta, forse grazie alla popolarità dell'epoca del cantante Christian, si è fatta strada però la forma di origine inglese "Christian", anche nel parziale adattamento senz'acca "Cristian": a partire dal 2006, "Christian" non è mai uscito dalla rosa dei trenta nomi più usati per i nuovi nati (oscillando tra la diciottesima e la venticinquesima posizione); meno fortunata la forma "Cristian", caduta dalla classifica dopo il 2011. Si registra inoltre la forma "Cristano", nata forse per incrocio con Tristano, che gode comunque di scarsa diffusione.
Per quanto riguarda le altre lingue, il nome gode di particolare diffusione nei paesi germanofoni e in quelli scandinavi, specie in Danimarca; fu infatti portato da ben dieci re danesi ed è nome tradizionale della casa regnante di Danimarca. Per quanto riguarda l'Inghilterra, seppure anche lì sia stato usato fin dal Medioevo, acquisì una certa diffusione solo dal XVII secolo: curiosamente, fino al XVIII secolo in inglese Christian era molto più usato al femminile che al maschile, come forma vernacolare di Christiana.

## Onomastico
Più santi hanno portato questo nome, e l'onomastico può essere festeggiato in memoria di uno qualsiasi di essi, alle date seguenti:
- 21 marzo, san Cristiano, monaco a Fulda e poi abate a San Pantaleone[11]
- 7 aprile, san Cristiano, sacerdote a Douai nella parrocchia di Saint-Albin[8][12]
- 24 maggio, san Cristiano, fanciullo martirizzato con san Melezio e i suoi compagni (considerato non esistente dai bollandisti)[4]
- 12 giugno, san Cristiano O'Morgair, fratello di san Malachia, vescovo di Clogher[11]
- 12 novembre, san Cristiano, monaco, eremita e martire con altri compagni a Kazimierz, considerati protomartiri di Polonia[9][4][13]
- 22 novembre, san Cristiano, vescovo di Auxerre[11]
- 4 dicembre, san Cristiano, monaco cistercense, vescovo ed evangelizzatore della Prussia[4][13]

Oltre ad essi, si ricordano anche diversi beati:
- 18 marzo, beato Christian O'Conarchy, monaco cistercense e vescovo di Lismore[11]
- 15 settembre, beato Cristiano da Perugia, religioso domenicano[13]
- 28 settembre, beato Cristiano Franco, monaco agostiniano[13]
- 1º dicembre, beato Cristiano da Perugia, seguace di san Domenico di Guzmán[11]

## Persone

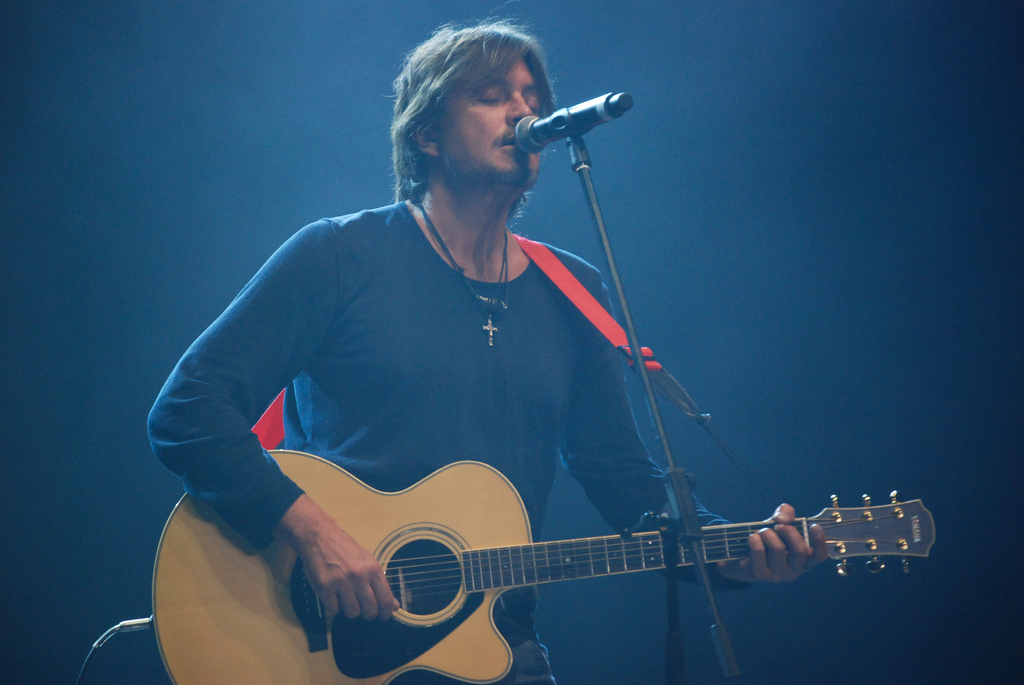
Cristiano De André

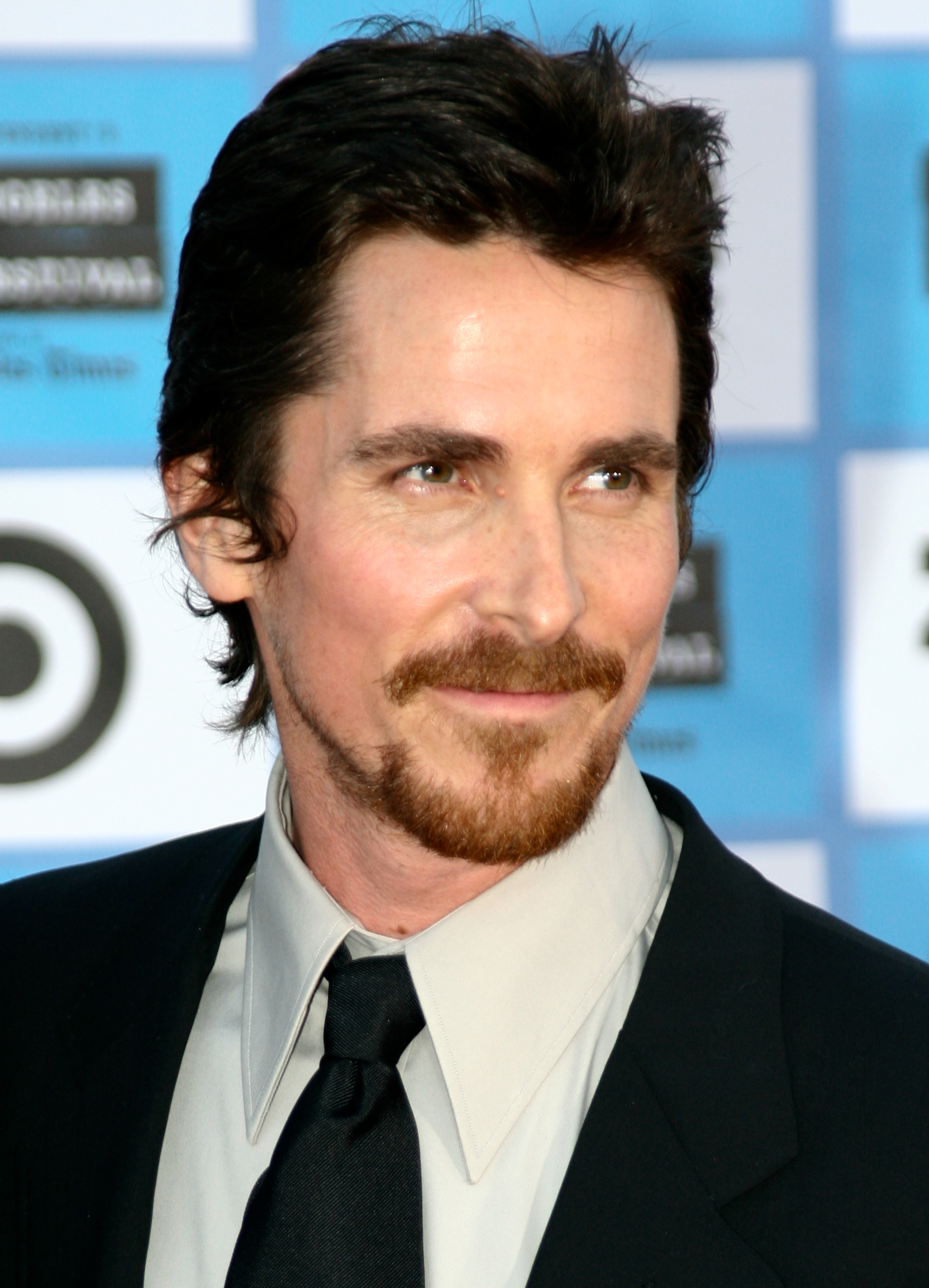
Christian Bale

- Cristiano I di Danimarca, re di Danimarca
- Cristiano II di Danimarca, re di Danimarca e Norvegia
- Cristiano IX di Danimarca, re di Danimarca
- Cristiano X di Danimarca, re di Danimarca
- Cristiano De André, cantautore e polistrumentista italiano
- Cristiano Doni, calciatore italiano
- Cristiano Lucarelli, calciatore e allenatore di calcio italiano
- Cristiano Lupatelli, calciatore e allenatore di calcio italiano
- Cristiano Ronaldo dos Santos Aveiro, calciatore portoghese

### Variante Cristian
- Cristian Brocchi, calciatore e allenatore di calcio italiano
- Cristian Chivu, allenatore ed ex calciatore rumeno
- Cristian Daniel Ledesma, calciatore argentino naturalizzato italiano
- Cristian Zorzi, fondista italiano

### Variante Christian

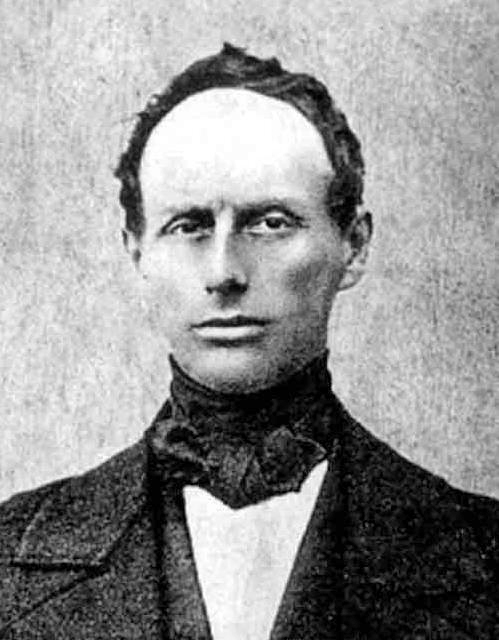
Christian Doppler

- Christian Wilhelm Allers, disegnatore, pittore e illustratore tedesco
- Hans Christian Andersen, scrittore e poeta danese
- Christian Bale, attore britannico
- Christian De Sica, attore, regista e cantante italiano
- Christian Dior, stilista e imprenditore francese
- Christian Doppler, matematico e fisico austriaco
- Christian Slater, attore statunitense
- Christian Vieri, calciatore italiano
- Christian Wolff, filosofo e giurista tedesco

### Altre varianti

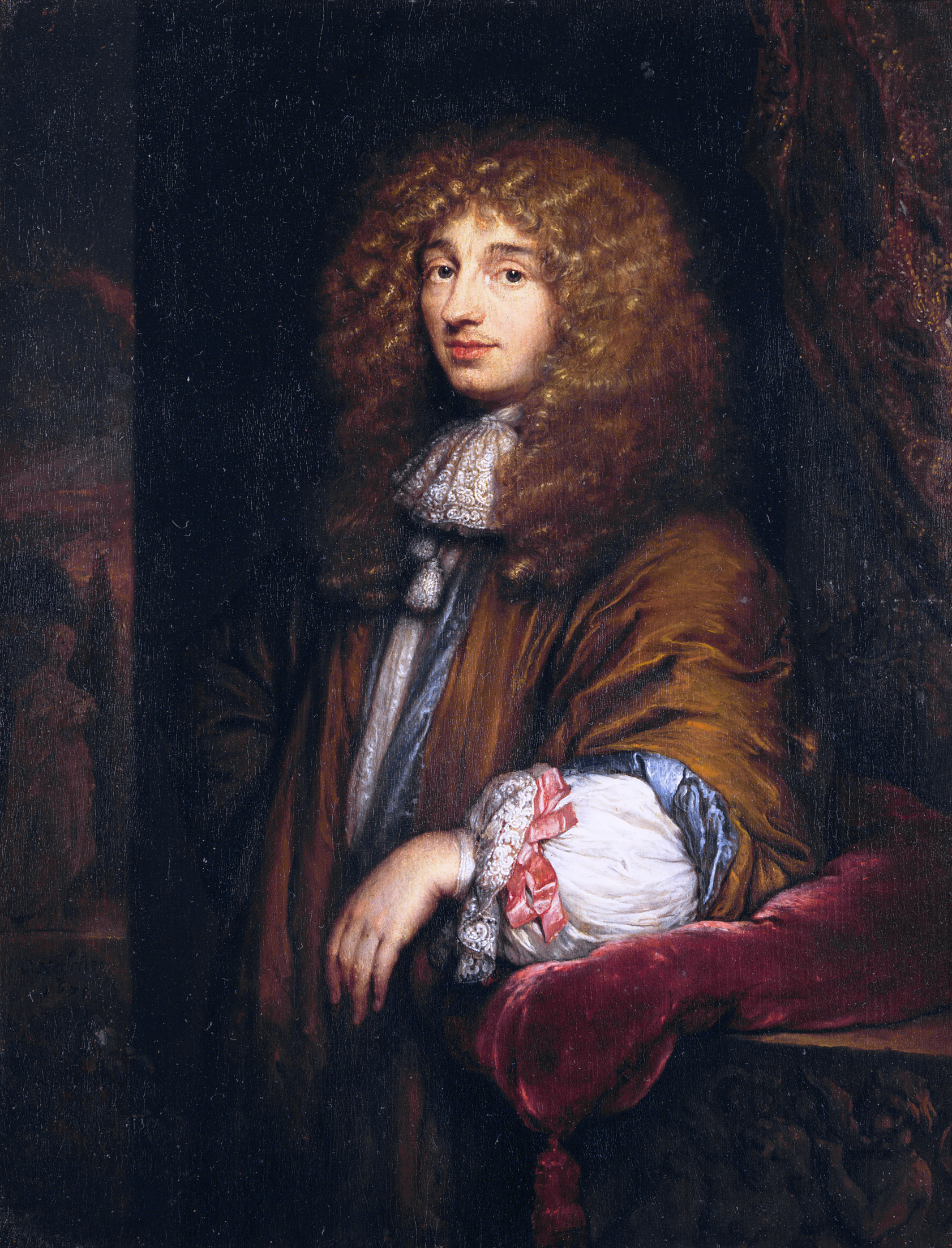
Christiaan Huygens

- Carsten Borchgrevink, esploratore norvegese naturalizzato australiano
- Kristian Ghedina, sciatore alpino e pilota automobilistico italiano
- Christiaan Huygens, matematico, astronomo e fisico olandese
- Krisztián Kenesei, calciatore ungherese
- Carsten Niebuhr,  matematico, cartografo ed esploratore tedesco
- Christen Sørensen Longomontanus, astronomo danese
- Cristián Zapata, calciatore colombiano